# 9756 Ezaki
9756 Ezaki è un asteroide della fascia principale. Scoperto nel 1991, presenta un'orbita caratterizzata da un semiasse maggiore pari a 2,7335544 UA e da un'eccentricità di 0,1117582, inclinata di 4,45727° rispetto all'eclittica.